# Jaroslav Kuťák
Jaroslav Kuťák (* 1956) ist ein tschechischer Schriftsteller und Übersetzer.

## Leben
Kuťák studierte Philosophie und Germanistik an der Humboldt-Universität in Berlin. Bereits während seines Studiums begann er zu schreiben und zu übersetzen. Nach erfolgreichem Abschluss seines Studiums arbeitete er bis 1990 als Redakteur beim Fernsehen. Neben seiner Tätigkeit als Übersetzer (unter anderem Werke von Fred Breinersdorfer, Kurt Mahr und Karl-Herbert Scheer) übte er auch verschiedene andere Berufe aus.
Seit er 1990 erfolgreich mit einer Krimi-Erzählung debütieren konnte, widmet er sich nur noch dem Schreiben.
Kuťák ist verheiratet und hat drei Kinder.

## Auszeichnungen
- Kuťák wurde drei Mal in Tschechien zum Autor der besten Kriminalerzählung des Jahres nominiert.
- Strafe muss sein wurde als bester tschechischer Kriminalroman des Jahres 2000 mit dem Jiří-Marek-Preis ausgezeichnet.

## Werke
Seit seiner ersten Erzählung im Jahr 1990 entstanden bis heute rund 300 Krimi-Shortstories. In deutscher Übersetzung findet man einige in den Anthologien Der Mörder zieht die Turnschuh an und Der Mörder packt die Rute aus.
In seinen Romanen thematisiert Kuťák immer wieder den Golfsport. Protagonisten sind dabei, wie in manchen seiner Erzählungen, die Detektive Karel Schwarz und die schöne alleskönnende Marie.
Romane
- Nahé povidky. MOBA, Prag 2006, ISBN 80-243-2485-7.
- Schwarz hraje birdie. MOBA, Prag 2006, ISBN 80-243-2212-9.
- Smrt pod sedmým grýnem. MOBA, Prag 2007, ISBN 978-80-243-2655-9.
- Strafe muss sein. Kriminalroman ("Uzemí trestu"). Grafit-Verlag, Dortmund 2001, ISBN 3-89425-508-0.
- Tod unter Par. Kriminalroman ("Zločin na golfu"). Grafit-Verlag, Dortmund 2008, ISBN 978-3-89425-559-6.
- Vyvolávací cena smrti. Železný, Prag 1992, ISBN 80-7116-276-0.

Erzählungen in
- Der Mörder zieht die Turnschuh an. Kriminalgeschichten. Grafit-Verlag, Dortmund 1993, ISBN 3-89425-082-8.
- Der Mörder packt die Rute aus. Weihnachtskrimis. Grafit-Verlag, Dortmund 1993, ISBN 3-89425-084-4.